# BBA (openbaar vervoer)

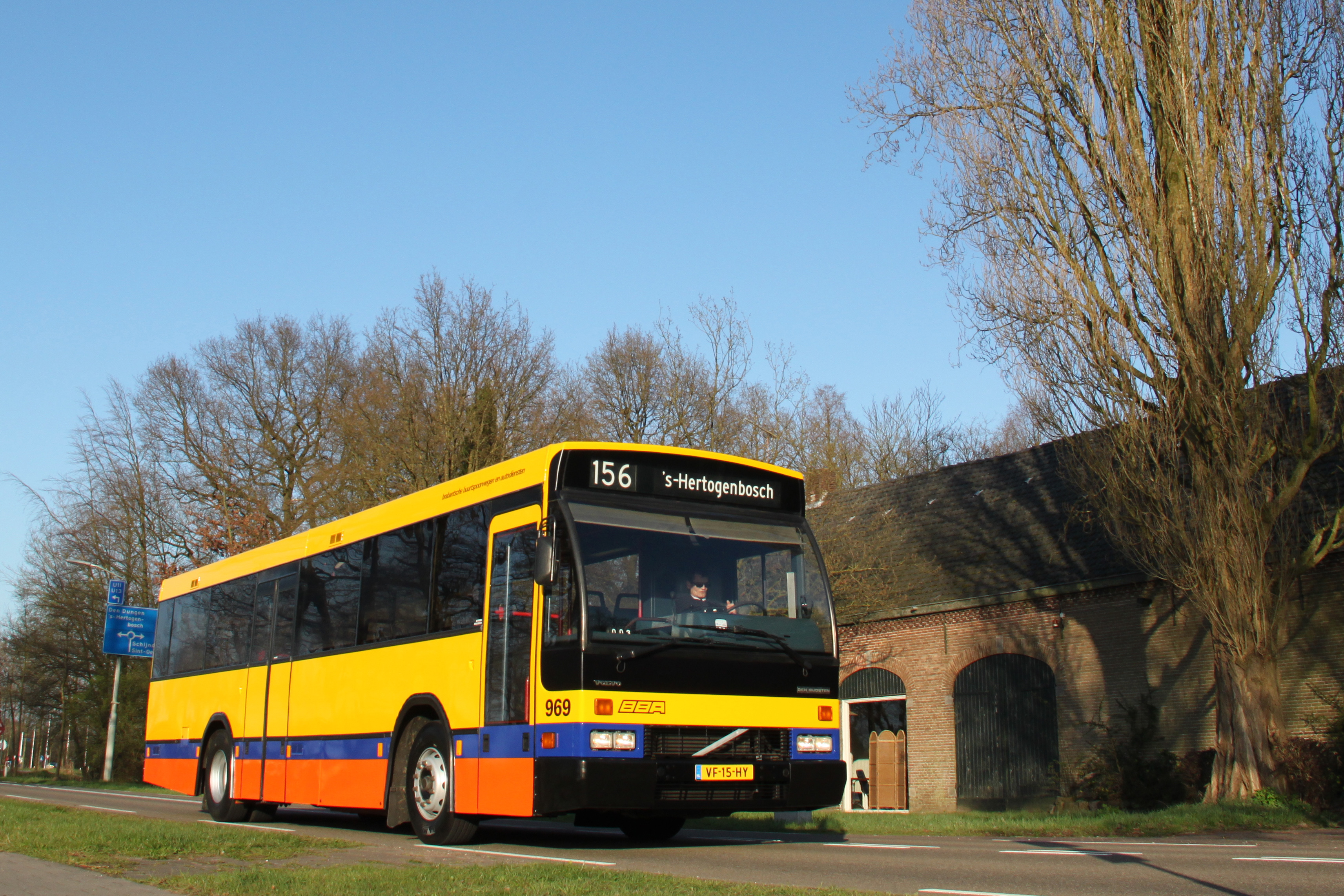
Een bus van de BBA.

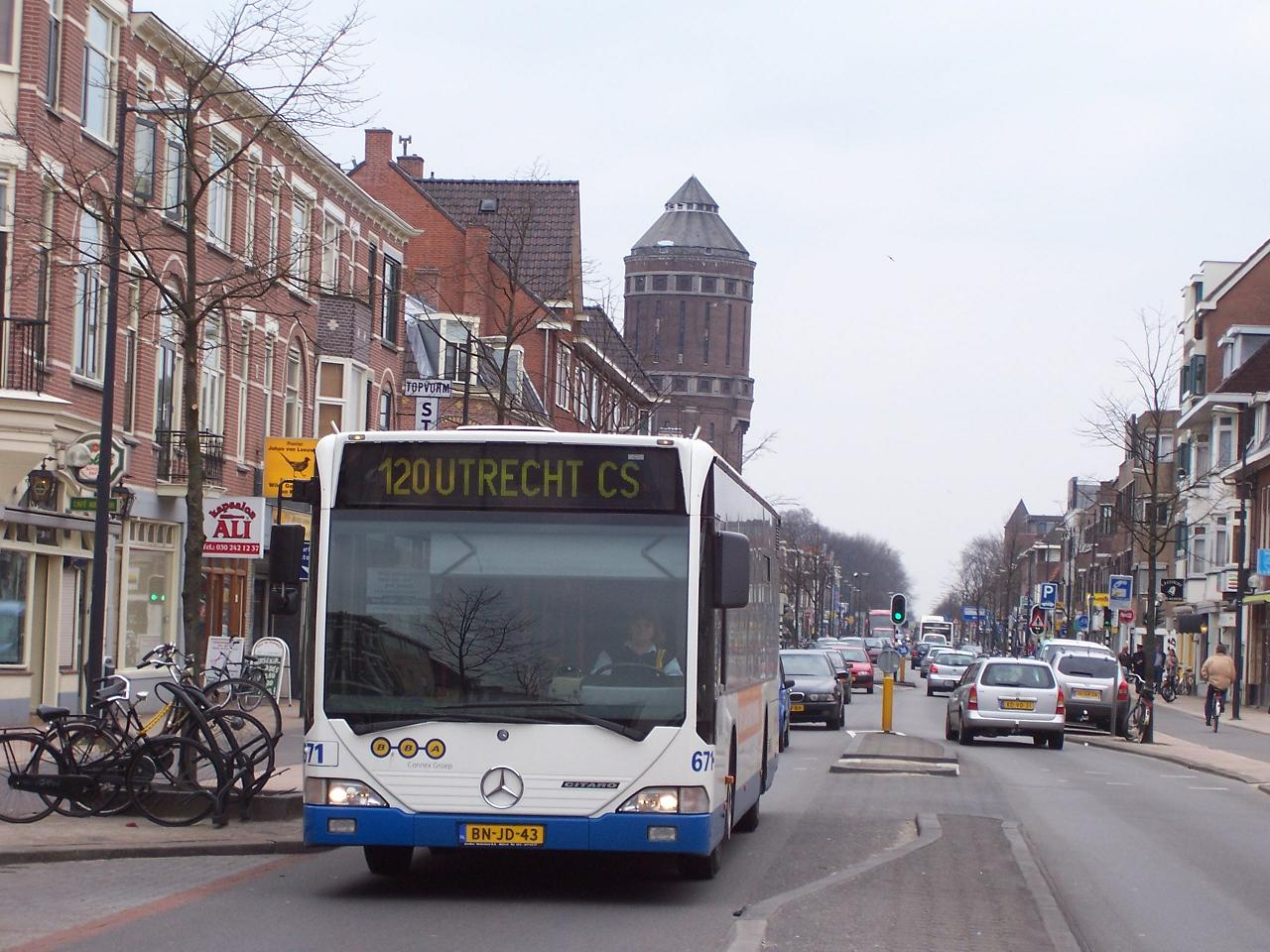
Een Citaro van BBA in Utrecht op lijn 120.

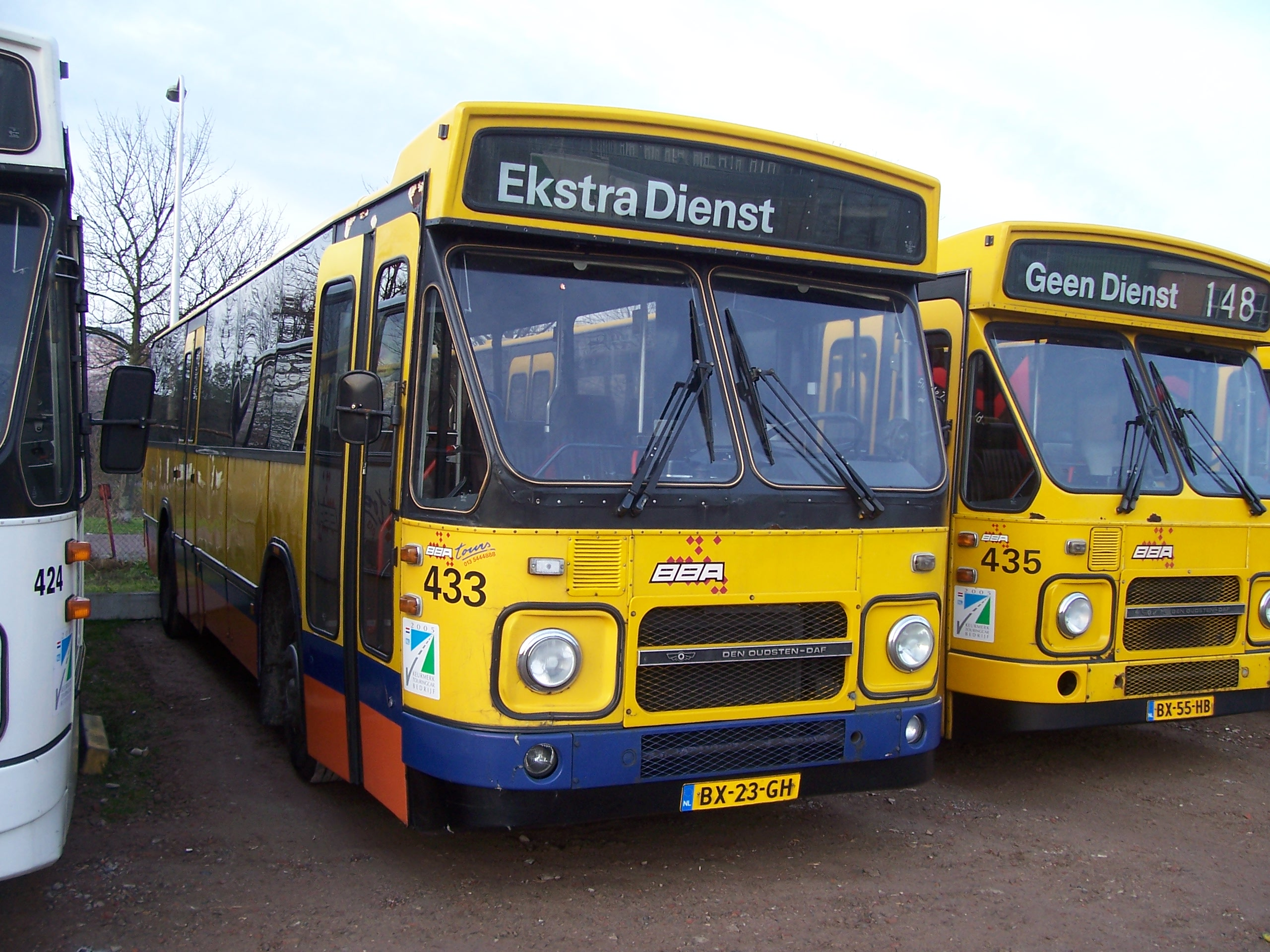
De BBA 433, een DAF-Den Oudsten MB200 uit 1987. BBA was het laatste busbedrijf dat dit type streekbus buiten dienst stelde.

BBA is een voormalig stads- en streekvervoerder in de provincie Noord-Brabant (oorspronkelijk werkgebied) die na het winnen van verschillende aanbestedingen ook in andere delen van Nederland actief was.
BBA Mobility Services bood bedrijfs- en evenementenvervoer aan terwijl BBA Tours besloten vervoer uitvoerde. Tevens was het bedrijf eigenaar van enkele taxiondernemingen in Brabant. BBA was sinds 2001 onderdeel van Veolia Transport Nederland, dat sinds december 2016 niet meer bestaat.

## Geschiedenis

### Ontstaan
Sinds 1881 reden in de provincie Noord-Brabant een aantal stoomtram-maatschappijen, waarvan in 1934 zes maatschappijen fuseerden tot de N.V. Brabantsche Buurtspoorwegen en Autodiensten (BBA). De maatschappijen die een fusie aangingen waren:
- Stoomtramweg-Maatschappij Antwerpen - Bergen op Zoom - Tholen (ABT)
- Zuid-Nederlandsche Stoomtramweg-Maatschappij (ZNSM)
- Zuider Stoomtramweg-Maatschappij (ZSM)
- Hollandsche Buurtspoorwegen (HB)
- Tramweg-Maatschappij De Meijerij (TM)
- Stoomtram 's-Hertogenbosch - Helmond - Veghel - Oss (HHVO).

Op 29 juni 1934 werd de B.B.A. n.v. opgericht en werd de exploitatie van de lijnen overgedragen aan de B.B.A. en op 1 juli 1935 volgden alle eigendommen. De spoorwijdte van deze stoom- en motortramlijnen was 1067 mm (Kaapspoor). De netlengte bedroeg 387 km. De B.B.A. werd gevestigd te 's-Hertogenbosch en verhuisde in 1937 naar Breda. De aandelen werden gelijk verdeeld over het Rijk, de provincie Noord-Brabant en de zes voormalige tramwegmaatschappijen (elk een derde). Het aandelenpakket voor de tramwegmaatschappijen werd verdeeld op basis van de grootte van de bedrijven. De aandelen van de HHVO gingen naar de gemeenten aan de lijn, die eigenaar waren van de HHVO. De aandelen van de overige maatschappijen gingen naar particulieren. Door deze constructie bleven de gemeenten lange tijd een belang in B.B.A. houden.
De BBA ging geleidelijk over op gebruik van autobussen. In 1937 werd het personenvervoer per tram gestaakt. Tot 1939 reden er nog trams voor goederenvervoer, maar op 15 november 1939 werd de laatste rit gereden (tussen Veghel en Oss). Het goederenvervoer werd per vrachtwagen voortgezet. De BBA nam de vergunningen van enkele kleine vervoerders over.
Tijdens de Tweede Wereldoorlog bleef de BBA haar werkzaamheden voortzetten, maar de omstandigheden waren moeilijk door gebrek aan materieel, meer reizigers en brandstofschaarste. De BBA kreeg in de oorlogsjaren de vergunningen van bijna alle buslijnen van de Algemeene Transport Onderneming in Noord-Brabant.

### Groei
Na de Tweede Wereldoorlog begon de wederopbouw. Er waren na de oorlog slechts wrakken overgebleven. Met noodwagens werden opnieuw busdiensten opgezet. In 's-Hertogenbosch, Breda en Tilburg werden stadsdiensten opgezet of overgenomen. Het wagenpark werd vernieuwd en nieuwe stallingen werden gebouwd in 's-Hertogenbosch, Tilburg en Breda. In 1948 was de oorlogsschade compleet hersteld. In dat jaar vervoerde de BBA 27 miljoen reizigers. In 1950 werd een toerbedrijf opgericht, BraBenA (het acroniem voor Brabant – Benelux – Autocars). Sinds 1950 beleefde de BBA een periode van groei.
Op 22 oktober 1959 werd het nieuwe hoofdkantoor in Breda geopend en werd de BBA daar gevestigd. In 1960 zette de BBA een stadsdienst in Helmond op. De BBA consolideerde zich in Brabant door andere vervoerders op te kopen. Vanaf 1945 was het bedrijf flink gegroeid en beleefde in 1963 zijn topjaar met 45 miljoen vervoerde reizigers. Hierna liep het aantal reizigers terug. Door de stijgende welvaart pakten meer mensen de auto. Ook tariefverhogingen om de steeds verder oplopende kosten te dekken droegen bij aan het afnemen van het reizigersaantal. In 1968 beschikte de BBA over 260 bussen en 760 medewerkers. Over het lijnennet van meer dan 1000 kilometer vervoerde de BBA in dat jaar 38 miljoen reizigers. De omzet in dat jaar bedroeg 19 miljoen gulden. De daling in het aantal reizigers kwam vooral tot stand op interlokale lijnen. In het stadsvervoer had de BBA relatief weinig verlies geleden.

### Marktverschuiving
De BBA nam maatregelen om de teruggang in reizigers te compenseren. In 1968 stopte de BBA met het goederenvervoer. Dit werd overgedragen aan N.V. Bernaards Transport Onderneming (BTO) en Van Gend & Loos. In 1969 stopte de BBA ook met toeractiviteiten van BraBenA, nadat het aantal reizigers door de opkomst van vlieg- en treinreizen afgenomen was.
Met de nota Op weg van '80 naar '80 formuleerde de BBA in 1968 plannen voor de komende tien jaar om het openbaar vervoer weer kostendekkend te maken en meer reizigers in de bus te krijgen en in te spelen op verandering bij de Nederlandse Spoorwegen die toen bezig waren met het opstellen van Spoor naar '75, waarvan Spoorslag '70 onderdeel uitmaakte. De BBA zag hierin de taak voor zich weggelegd om te zorgen voor goed voor- en natransport. Dialoog met de NS en andere vervoerders werden noodzakelijk geacht door de BBA. De BBA plande vooral het opschroeven van frequenties, integratie van voorstadslijnen met stadslijnen en snelbusdiensten op lange trajecten. De BBA wilde ook inspelen op snel groeiende kernen en stadswijken en het mogelijk maken om een flexibel net aan te leggen waarmee nieuwe of groeiende kernen of wijken beter bediend konden worden. In 1970 was de BBA begonnen met het realiseren van enkele plannen en waren sneldiensten opgezet tussen Eindhoven en Asten, Eindhoven en Uden en tussen 's-Hertogenbosch en Schijndel.
Per 1 januari 1972 verenigde de BBA zich in Eindhoven met Zuidooster en de Eerste Meierijsche Autobedrijf (EMA) tot NV Openbaar Vervoer Eindhoven (OVE). De samenwerking tussen de partijen voorzag in het opzetten van een stadsdienst. De vorige vervoerder, NV City, was kort daarvoor overgenomen door Zuidooster. Maar door een grote garagebrand op 8 mei 1972 raakte de meerderheid van de stadsbussen verloren. Het nieuwe samenwerkingsverband OVE moest ervoor zorgen dat de stadsdienst zo snel mogelijk weer opgepakt kon worden.
In 1973 trad de BBA toe tot het Management Team van ESO. In 1974 begon de BBA met het standaardiseren van de stadsbussen door toetreding bij de Commissie Standaardisering Autobusmaterieel (CSA).

### Samenwerking met Zuidooster
In 1977 begon de BBA een samenwerking met Zuidooster. In Eindhoven mochten de BBA-bussen gebruikmaken van de Zuidooster werkplaats. In ruil daarvoor konden Zuidooster bussen in Tilburg terecht bij de BBA. Heel kort overwogen de BBA en Zuidooster een fusie. Dit idee werd echter snel afgeblazen. Op 1 oktober 1978 vond er een lijnenruil met Zuidooster plaats.
Zuidooster stond de volgende lijnen af aan de BBA:
| Lijn            | Route                                          | Via                                                                                       | Nieuwe lijnnummer BBA |
| --------------- | ---------------------------------------------- | ----------------------------------------------------------------------------------------- | --------------------- |
| Stadsdienst Oss |                                                |                                                                                           |                       |
| Stadsdienst Oss | Ruwaard - Krinkelhoek                          | Station                                                                                   | Stadsdienst Oss       |
| Streekdienst    |                                                |                                                                                           |                       |
| Lijn 9          | Eindhoven, Station - 's-Hertogenbosch, Station | Acht, Best, Liempde, Boxtel, Esch, St. Charles, Vught                                     | Lijn 54               |
| Lijn 10         | Eindhoven, Station - Tilburg, Station          | Acht, Best, Oirschot, Spoordonk, Heikant, Moergestel                                      | Lijn 41               |
| Lijn 11         | 's-Hertogenbosch, Station - Tilburg, Station   | Vught, Helvoirt, Haaren, Oisterwijk, Berkel-Enschot                                       | Lijn 40               |
| Lijn 12         | 's-Hertogenbosch, Station - Tilburg, Station   | Vught, IJzerenman, Sparrendaal, Helvoirt, 't Laar, Biezenmortel, Udenhout, Berkel-Enschot | Lijn 39               |
| Lijn 13         | Oss Station - Megen Plantsoen                  | Macharen                                                                                  | Lijn 62               |
| Lijn 14         | 's-Hertogenbosch Station - Oss Station         | Empel, Gewande, 't Wild, Maren, Kessel, Lith, Lithoyen, Teeffelen                         | Lijn 62               |
| Lijn 15         | Oss Station - Uden Markt                       | Nistelrode, Heesch                                                                        | Lijn 57               |
| Lijn 16         | 's-Hertogenbosch Station - Oss Station         | Hintham, Rosmalen, Kruisstraat, Nuland, Geffen                                            | Lijn 61               |

De BBA stond de volgende lijnen af aan Zuidooster:
| Lijn                | Route                                                        | Via | Nieuwe lijnnummer ZO                                                  |
| ------------------- | ------------------------------------------------------------ | --- | --------------------------------------------------------------------- |
| Eindhoven e.o.      |                                                              | |                                                                       |
| Lijn 47 (1)         | Eindhoven Vaartbroek - Veldhoven Zonderwijk                  | Catharinaziekenhuis, Station, Politiebureau, Meerveldhoven, (Provincialeweg), Ambachtslaan                 | Lijn 1                                                                |
| Lijn 48 (2)         | Eindhoven De Tempel - Geldrop Coevering/Veldhoven Zonderwijk | Bruggelaan, Station, Glaslaan, Geldrop (Stationsstraat), St. Severinstraat, Europalaan                     | Lijn 2                                                                |
| Stadsdienst Helmond |                                                              | |                                                                       |
| Lijn 1              | West - Eeuwsels                                              | Prins Hendriklaan, Station, Paulus Potterlaan, Astronautenlaan                                             | Lijn 1                                                                |
| Lijn 2              | Eeuwsels - Beisterveldse Broek                               | Oostende, Station, Azalealaan                                                                              | Lijn 2                                                                |
| Streekdienst        |                                                              | |                                                                       |
| Lijn 51             | Eindhoven Station - Helmond Station                          | Geldrop (Stationsstraat), Mierlo, Mierlo-Hout, Oostende                                                    | Lijn 23                                                               |
| Lijn 52             | Eindhoven Station - Helmond Station                          | Geldrop (Toernooiveld), Mierlo, Mierlo-Hout, Oostende                                                      | Lijn 24                                                               |
| Lijn 53             | Eindhoven Station - Helmond Station                          | Geldrop (Stationsstraat), Heeze, (Asten), Someren, Lierop                                                  | Lijn 20                                                               |
| Lijn 54             | Asten Busstation - Weert Station                             | Someren, Nederweert                                                                                        | Lijn 32                                                               |
| Lijn 58             | 's-Hertogenbosch Station - Helmond Station                   | Hintham, Rosmalen, Berlicum, Middelrode, Heeswijk-Dinther, Veghel, Erp, Gemert, Beek en Donk, Aarle Rixtel | Lijn 25 (Veghel - Stiphout) Lijn 58 ('s-Hertogenbosch - Vorstenbosch) |

Hierdoor werden de gebieden van de BBA en Zuidooster afgebakend. Grens was de lijn Eindhoven – Veghel – Uden – Oss. De BBA exploiteerde de lijnen in Noord-Brabant ten westen van deze grens. 56 BBA-chauffeurs gingen over naar Zuidooster terwijl 65 Zuidooster-chauffeurs overkwamen naar de BBA.

### Jaren 80
In deze periode kreeg de BBA weer met problemen te maken. In de spits bleef het reizigersaantal toenemen, in de daluren nam het sterk af. In 1981 werd in BBA-bussen de ESOfoon geïnstalleerd, waarmee de BBA de dienstverlening naar de klant kon verbeteren en werden de bussen in 's-Hertogenbosch uitgerust met VETAG. Ook werden meer buurtbussen ingezet. De BBA nam verder nog twee vervoerders over, Van de Klundert in 1980 en Hoefnagels in 1981. In 1982 trad de BBA toe tot de Vereniging ESO, die ontstond uit het Management Team. Op 1 juni 1982 beschikte de BBA over 121 stadsbussen, 223 streekbussen en 7 buurtbussen. De BBA nam de laatste particuliere vervoerders in Noord-Brabant over, Marijnissen uit Bergen op Zoom en EMA uit Valkenswaard. Hiermee kwam het lijnnetwerk in de Kempen in handen van BBA. Op 1 juni 1983 werd de vervoerder Onze Tram uit de Bommelerwaard overgenomen. Hierdoor kreeg BBA drie lijnen in en rond Rossum erbij. In 1986 startte BBA met de Nederlandse Spoorwegen een proef met de Sneltreinbus tussen Oosterhout en Utrecht.

### Stadsdiensten
Door de BBA werd een stadsdienst uitgevoerd in Bergen op Zoom (sinds 1984 na overname Marijnissen), Roosendaal, Breda, Tilburg en 's-Hertogenbosch en tot een lijnenruil met de Zuidooster ook in Helmond; hiervoor kwam de stadsdienst Oss naar BBA. Oorspronkelijk kende deze stadslijnen allemaal lage lijnnummers maar later werden de stadslijnen per tiental per plaats genummerd om verwarring te voorkomen. Zo kreeg Breda de lijnen tussen 1-20, Bergen op Zoom de lijnen tussen 21 en 30, Roosendaal de lijnen tussen 31 en 40, Tilburg de lijnen tussen 41 en 50, Helmond de lijnen tussen 51 en 60 en 's-Hertogenbosch de lijnen tussen 61 en 70. Tegenwoordig hebben de meeste stadslijnen weer lage lijnnummers bij hun huidige exploitant. Veel wijken werden bediend door 2 tegen elkaar in rijdende lijnen die in elkaar overgingen.

### VSN-Groep
Uiteindelijk werd de BBA onderdeel van de VSN-Groep. Na splitsing van de VSN-groep kwam de BBA in VSN-2. In 1998 stapte de BBA uit de VSN-Groep en ging zelfstandig als provinciaal bedrijf verder. VSN en later Connexxion Holding behield wel een minderheidsaandeel van 47,6%, en de rest ging naar de provincie Noord-Brabant (voor 47,6%). De resterende 4,8% lagen bij de gemeentes Oss, Bergen op Zoom, Roosendaal, Tilburg, Breda en 's-Hertogenbosch, die zich daarvoor verenigd hadden in de BV Stadsvervoer BBA. De BBA was het laatste bedrijf uit de VSN-groep dat werd verkocht.

### BBA/Connex
Op 29 juni 2001 werden de aandelen van de BBA verkocht aan het Franse Compagnie Générale d’Entreprise Automobiles (CGEA) (later Vivendi Environnement) dat BBA onderbracht bij vervoersdochter Connex. De naam Brabantsche Buurtspoorwegen en Autodiensten verviel en Connex ging BBA (zonder de) als handelsnaam gebruiken. BBA vervoerde op dat moment mensen Midden- en West-Brabant, in de Kempen rond Eindhoven en in Tholen. Na nieuwe aanbestedingen kreeg BBA in 2001 de concessie Brabant-Oost toegewezen, die daarvoor in handen was van Hermes, de opvolger van Zuidooster. Hierdoor had BBA nu de hele provincie Brabant in handen, met uitzondering van stadsvervoer in Eindhoven en Helmond en streekvervoer in de regio SRE/De Peel.
Onder de naam BBA won Connex concessies in de provincies Gelderland (Veluwe) en Utrecht (Utrecht-Noordwest). Tevens werd ook de concessie voor openbaar vervoer te water tussen Vlissingen en Breskens gewonnen die uitgevoerd werd onder de naam BBA Fast Ferries. Connex gaf aan de handelsnaam BBA te blijven hanteren en nieuwe aanwinsten ook onder deze naam te gaan exploiteren.

### Veolia Transport
Uiteindelijk besloot Vivendi Environnment na omstandigheden met dochter Vivendi Universal haar naam te wijzigen in Veolia Environment en kort daar na in 2006 besloot Veolia om Connex verder te laten gaan als Veolia Transport. In Nederland werd de dochter Veolia Transport Nederland opgericht waar de toenmalige Connexbedrijven BBA, Limex en Stadsbus Maastricht deel van uit gingen maken. De bestaande concessies bleven de naam BBA-Connex dragen, maar bij nieuwe aanbestedingen schreef Veolia Transport zich nog enkel onder haar nieuwe naam in.
Het vervoer in Midden- en West-Brabant ging per 1 januari 2007 met een nieuwe dienstregeling verder onder de naam Veolia Transport Brabant, nadat Veolia Transport de nieuwe concessie had gewonnen. Hierdoor verdween de naam BBA uit het grootste deel van Noord-Brabant, aangezien de concessies Meierij en Oost-Brabant aan Arriva werden gegund.
Verder veranderde de naam BBA Fast Ferries naar Veolia Fast Ferries. Met ingang van een nieuwe dienstregeling op 8 september 2007 veranderde ook de naam van BBA Veluwe in Veolia Transport Veluwe, hoewel de concessie daar nog niet afgelopen was.
De concessies SRE/De Kempen en Utrecht-Noordwest, die liepen tot medio december 2008, werden onder de naam BBA uitgereden. Bij de aanbestedingen voor het SRE gebied had Veolia Transport zich onder eigen naam ingeschreven. Ook bij de nieuwe aanbesteding in Utrecht schreef Veolia zich in als Veolia Transport. Beide concessie werden uiteindelijk aan andere vervoerders gegund. Op 13 december 2008 kwam een einde aan BBA. Op deze dag verliepen de concessies in Utrecht en het SRE gebied. Vanaf 14 december reden nieuwe vervoerders in het gebied. Hiermee kwam na bijna 75 jaar een einde aan de naam BBA, welke in al die tijd in Noord-Brabant een vertrouwd gezicht is geweest.

## Recente aanbestedingen

### Aanbesteding Noord-Brabant

#### 2005
De concessies in Noord-Brabant die tot nu toe door BBA werden uitgevoerd, werden in 2005 opnieuw aanbesteed. Bedoeling was dat de nieuwe concessies op 1 januari 2006 zouden ingaan. Bij deze aanbesteding werden de concessies gegund aan Arriva (Interliner Breda/Oosterhout – Utrecht), Connexxion (Midden- en West-Brabant) en Hermes (Meijerij en Oost-Brabant).
Op 18 juli 2005 werd bekend dat de provincie een fout in de gunningsprocedure heeft gemaakt en dat Arriva ook winnaar is van de gunning voor het gebied Noordoost Noord-Brabant. Kortom, een onduidelijke situatie in het Brabantse OV. BBA ging vanwege fouten in de procedure in beroep tegen de gunning aan de partijen Connexxion, Arriva en Hermes. Hieruit vloeide voort dat de aanbesteding opnieuw gedaan moest worden en de gewenste overgangsdatum (januari 2006) niet kon worden gehaald. De lopende concessies werden daarom met een jaar verlengd.

#### 2006
Juni 2006 werd de uitslag van de tweede aanbesteding bekend: BBA bleek alsnog buiten de boot te vallen, en de concessies werden per 10 december 2006 gegund aan Connexxion en Hermes.
In oktober 2006 kwam naar buiten dat Connexxion en Hermes een fout in hun offerte hadden gemaakt en zich wilden terugtrekken door dreigend miljoenenverlies. De provincie wilde dat Connexxion en Hermes zich zouden houden aan het contract en beide partijen spanden een rechtszaak aan. Hierdoor ontstonden er bij de buschauffeurs van BBA grote onduidelijkheden en onzekerheden over hun toekomst en er volgden acties. Op maandag 14 oktober werd het busvervoer in de ochtend plat gegooid in een wilde staking. In de avond reden de bussen weer en was het vervoer gratis ter compensatie van de niet aangekondigde staking. Er begonnen onderhandelingen tussen provincie, BBA, Hermes en Connexxion. Deze liepen op niets uit zodat de chauffeurs op 18 oktober weer gingen staken. De hele dag reed geen bus. Op maandag 23 oktober en dinsdag 24 oktober werd er ook gestaakt, alleen in het ochtend- en middagspits reden er bussen. In de nacht van 24 op 25 oktober werd bekendgemaakt dat door alle partijen een nieuw plan goedgekeurd was. Hierdoor zou BBA in Midden- en West-Brabant blijven rijden en nam Arriva het vervoer in Noord-Oost Brabant per 10 december over van BBA. Tevens verloor BBA de concessie in Tholen aan Connexxion. Doordat BBA echter er in eerste instantie van uitging dat het niet meer in Brabant mocht blijven rijden, had men besloten om oude bussen te verkopen. Hierdoor ontstond een tekort aan bussen toen bekend werd dat de concessies alsnog aan BBA gegund werden. Dat tekort werd opgevangen doordat Connexxion bussen voor onbepaalde tijd beschikbaar heeft gesteld aan BBA.

#### 2008
Op 28 januari 2008 werd bekendgemaakt dat Hermes de aanbesteding van het gehele SRE-gebied heeft gewonnen. Dit betekende dat BBA de concessie voor De Kempen per 14 december 2008 verloor.
De provincie Utrecht maakte haar uitslag op 26 maart 2008 bekend, alle concessies worden gegund aan Connexxion. Dit betekende dat BBA ook de concessie voor Utrecht-Noordwest per 14 december 2008 verloor.

## Wagenpark

### De stadsbussen

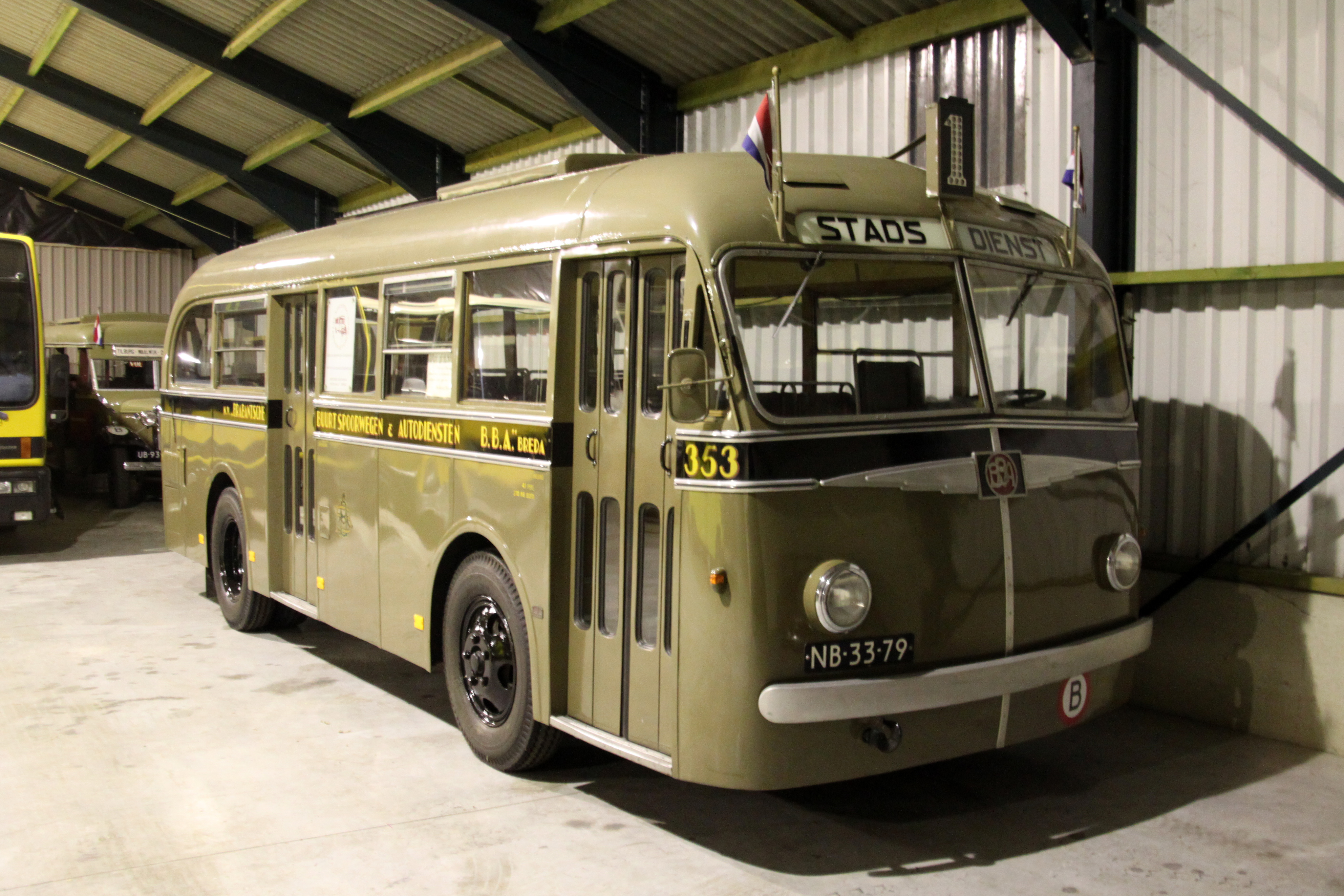
Ford Trambus / Jongerius stadsbus van BBA uit 1947.

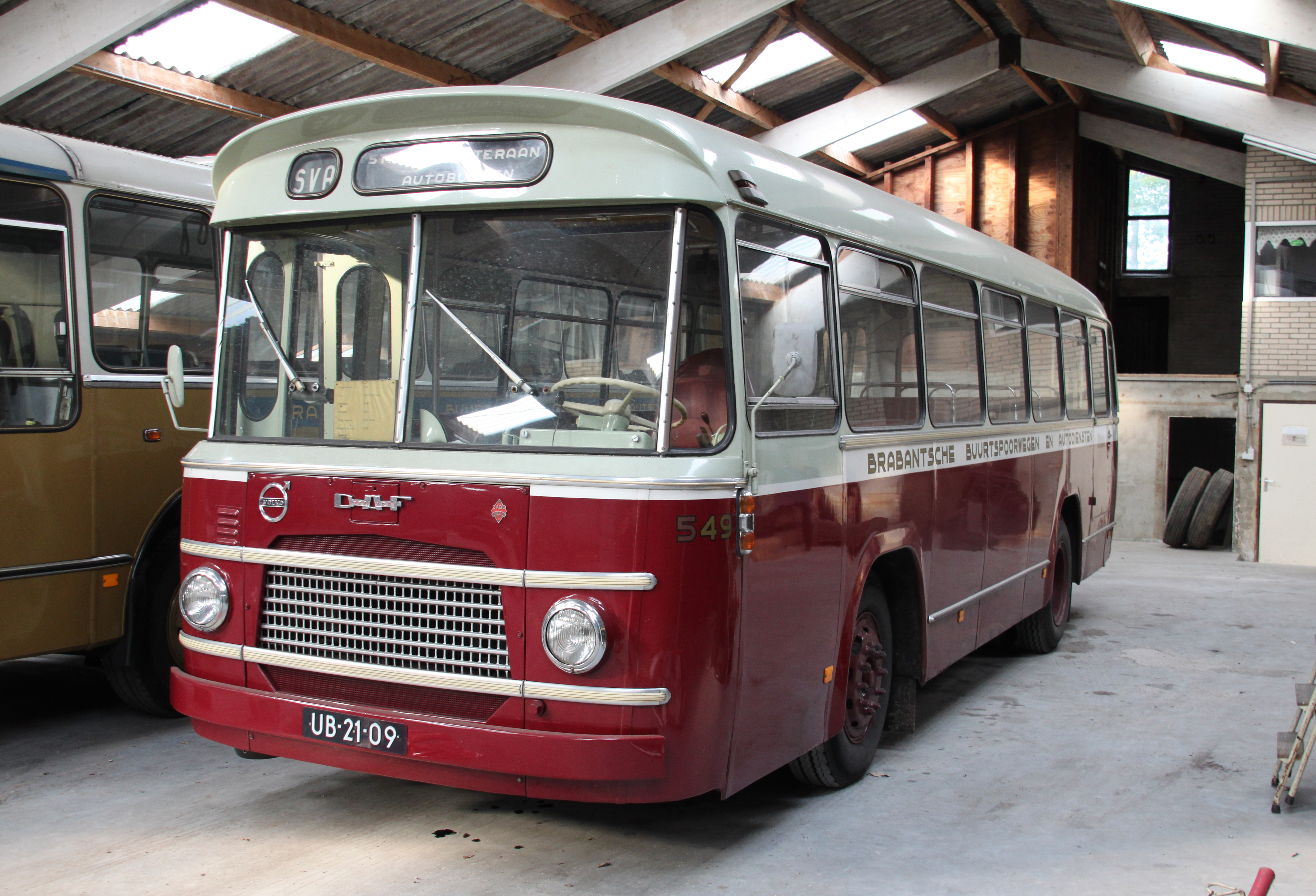
Volvo / ZABO City Coach uit 1961.

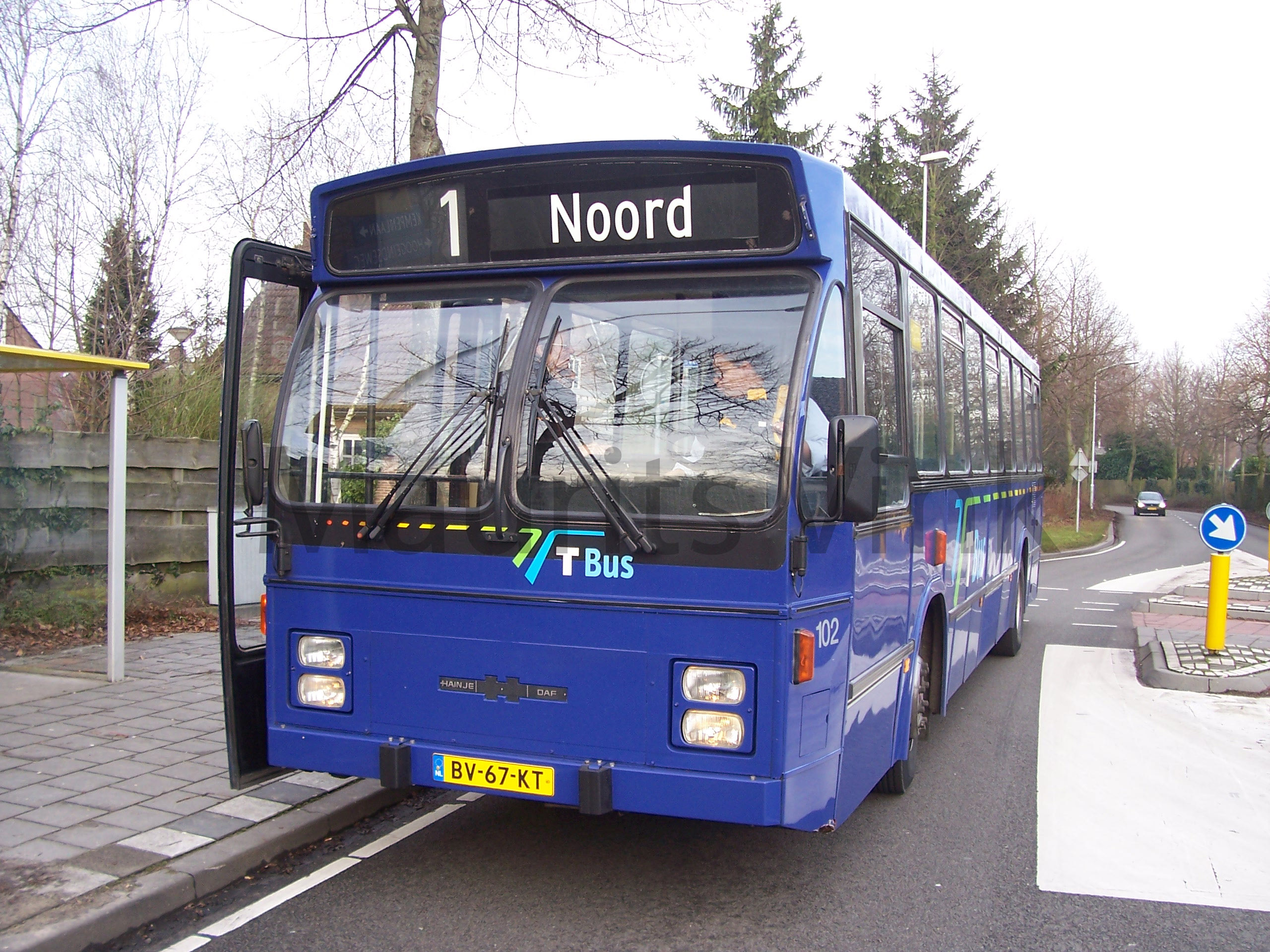
Een DAF/Hainje CSA-II stadsbus van BBA. Negen bussen van dit type werden nog verbouwd tot T-bus

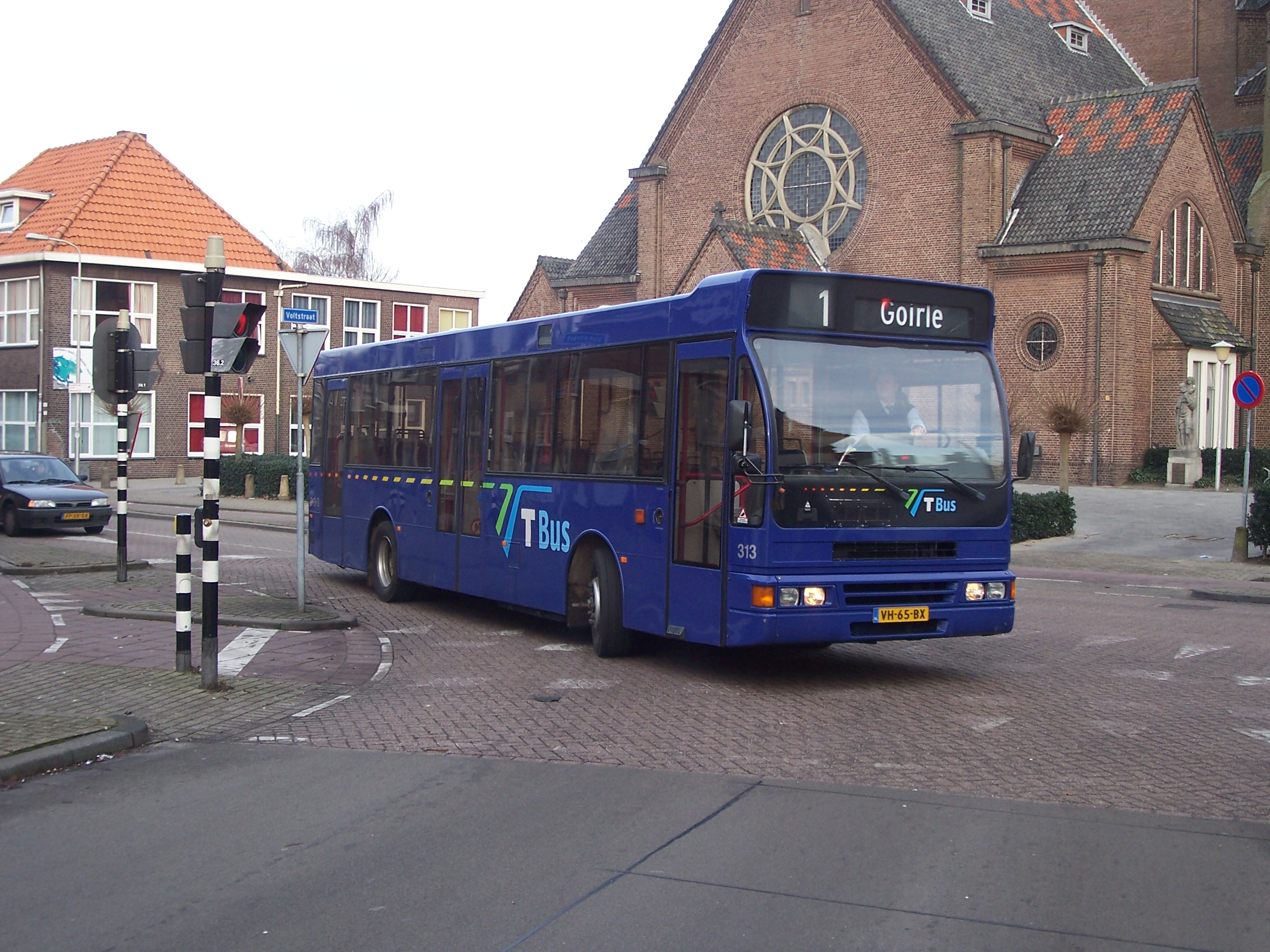
Ook enkele Hainje/Berkhof ST2000-stadsbussen werden nog omgebouwd tot T-bus

In 1967/1968 schafte de BBA haar eerste serie stadsbussen aan van het type ZABO “Lijn 65”. Deze bussen waren aangeschaft om de oudste ZABO City Coaches te vervangen. In 1969, 1970 en 1971 werd het bestand aan nieuwe stadsbussen uitgebreid. Eind 1971 beschikte de BBA over de serie 583 t/m 626, waardoor er heel wat oude City Coaches buiten dienst konden gaan.
In 1972 lanceerde ZABO een geheel nieuw type bus. Dit type bus, aangeduid als ZABO “Lijn 72”, was exclusief ontworpen voor de BBA. In 1973 kwamen dan ook de eerste stadsbussen van dit type bus in dienst. Allereerst werden er 10 Volvo’s afgeleverd. In de periode 1973 t/m 1975 kwamen er ook DAF's in dienst. Uiterlijk gezien verschilden ze nauwelijks ten opzichte van de Volvo’s. De Volvo’s hadden de nummers 101 t/m 110 en de DAF’s hadden de nummers 301 t/m 338. De komst van de stadsbussen van het model “lijn 72” zorgde ervoor dat alle ZABO City Coaches buiten dienst gesteld konden worden.
In 1974 maakte de BBA kennis met de alom bekende standaard-stadsbus. Deze bus, beter bekend als CSA, reed in die jaren in de vier grote steden en Groningen. Al gauw trad de BBA toe tot de Commissie Standaardisering Autobusmaterieel. Zodoende konden er moderne stadsbussen met subsidie van de overheid aangeschaft worden. De eerste bussen van dit type werden in 1975 in dienst gesteld. In 1983 werden de laatste bussen afgeleverd. Begin 1984 kreeg de BBA haar eerste bussen van het 2e generatie standaardbus. Het wijnrood maakte hiermee plaats voor een lichtere kleur rood. In 1988 werden de laatste standaardbussen afgeleverd.
In 1989 schafte de BBA voor het eerst sinds jaren weer stadsbussen “met een eigen gezicht” aan. Ze moesten de laatste stadsbussen van het model ZABO “lijn 72” vervangen. De BBA koos voor de ST2000 van Hainje. Dit model stadsbus werd in twee varianten aangeschaft. De eerste variant was een 10-meter stadsbus op Volvo-chassis. De tweede variant was een 12-meter stadsbus op DAF-chassis. De laatste bussen van beiden typen verschenen in 1992 op de weg. De komst van deze bussen bracht ook een nieuwe huisstijl met zich mee. In kringen van busliefhebbers werd deze huisstijl al gauw aangeduid met de naam “Brabantsbont”. Al spoedig werden ook de bussen van het type CSA-II gehuisstijld.
Bij de grote garagebrand in ’s-Hertogenbosch (1993) gingen behoorlijk wat stadsbussen verloren. Het waren voornamelijk standaardbussen die in vlammen op gingen. Om het tekort aan stadsbussen op te vangen, werden er standaardbussen gehuurd van de CVD (Nijmegen) en de HTM (Den Haag). Ook nam de BBA van de NZH een aantal DAF-Den Oudsten MB200-stadsbussen over. Deze bussen reden voorheen in Haarlem, Leiden en op Schiphol. In 1994 schafte de BBA een nieuwe serie stadsbussen aan om de huurbussen en de verouderde stadsbussen van de NZH te kunnen vervangen. De BBA koos voor stadsbussen van het type Berkhof 2000NL. Dit type bus was de opvolger van de Hainje ST2000. Naast deze bussen nam de BBA van de NZH een aantal Volvo-standaardbussen over. Deze bussen waren oorspronkelijk aan de ENHABO afgeleverd. Deze bussen kwamen in vertrouwde BBA-huisstijl in dienst.     
In 1996 schafte de BBA 10 Den Oudsten Alliances aan. Ze waren van het model B89 en hadden drie deuren. In feite waren het streekbussen die aangepast waren om als stadsbus dienst te doen. Deze bussen kwamen in Breda en Tilburg in dienst.
In 1997 schafte de BBA wederom nieuwe stadsbussen aan. Ditmaal werd er weer voor Berkhof gekozen die vervolgens een serie stadsbussen van het type “Premier” leverde. Ze waren bestemd voor Breda en ’s-Hertogenbosch. In 1999/2000 kwamen er ook nieuwe stadsbussen van het type “Premier” in dienst in Tilburg. Het waren LPG-bussen die veel verschilden met de Premier-bussen uit Breda en ’s-Hertogenbosch. Hoewel er veel nieuwe stadsbussen in dienst kwamen, konden de laatste standaardbussen van de eerste generatie pas in 2002 uitgezwaaid worden. BBA was hiermee het laatste busbedrijf dat nog met deze bussen reed.
In de periode 2002-2005 schafte BBA een groot aantal nieuwe stadsbussen aan van het type Van Hool A330. Ze moesten de meeste standaardbussen van de 2e generatie vervangen. De Van Hool-bussen die bestemd waren voor Tilburg en Breda kregen hun eigen huisstijl. De Tilburgse bussen werden omgedoopt tot “T-bus”. Ook ouder materieel werd nog verbouwd tot “T-bus”. Zelfs negen standaardbussen van de 2e generatie kwamen hier nog voor in aanmerking. De laatste standaardbussen haalden in die hoedanigheid zelfs het jaar 2007 nog. Met de overgang van BBA-Connex naar Veolia gingen ze buiten dienst. Korte tijd later verdwenen ook alle andere typen stadsbussen van BBA. Ze werden vervangen door nieuwe Volvo 7700’en. Op de Premier-aardgasbussen en de Van Hool-bussen na, werden alle bussen afgevoerd richting handelaar. Enkele Van Hool-bussen zijn in 2009 naar Delft verhuisd om daar dienst te doen.
In 2004 kwamen tot slot een aantal Volvo 7700-stadsbussen in dienst voor de buslijnen in en om Roosendaal en voor de stadsdienst in Apeldoorn (stad). Deze bussen bleven ook in de Veolia-tijd actief en de bussen uit Roosendaal waren tot eind 2014 nog steeds regelmatig in dienst op de stads- en streekdienst in Midden- en West Brabant.

### De streekbussen

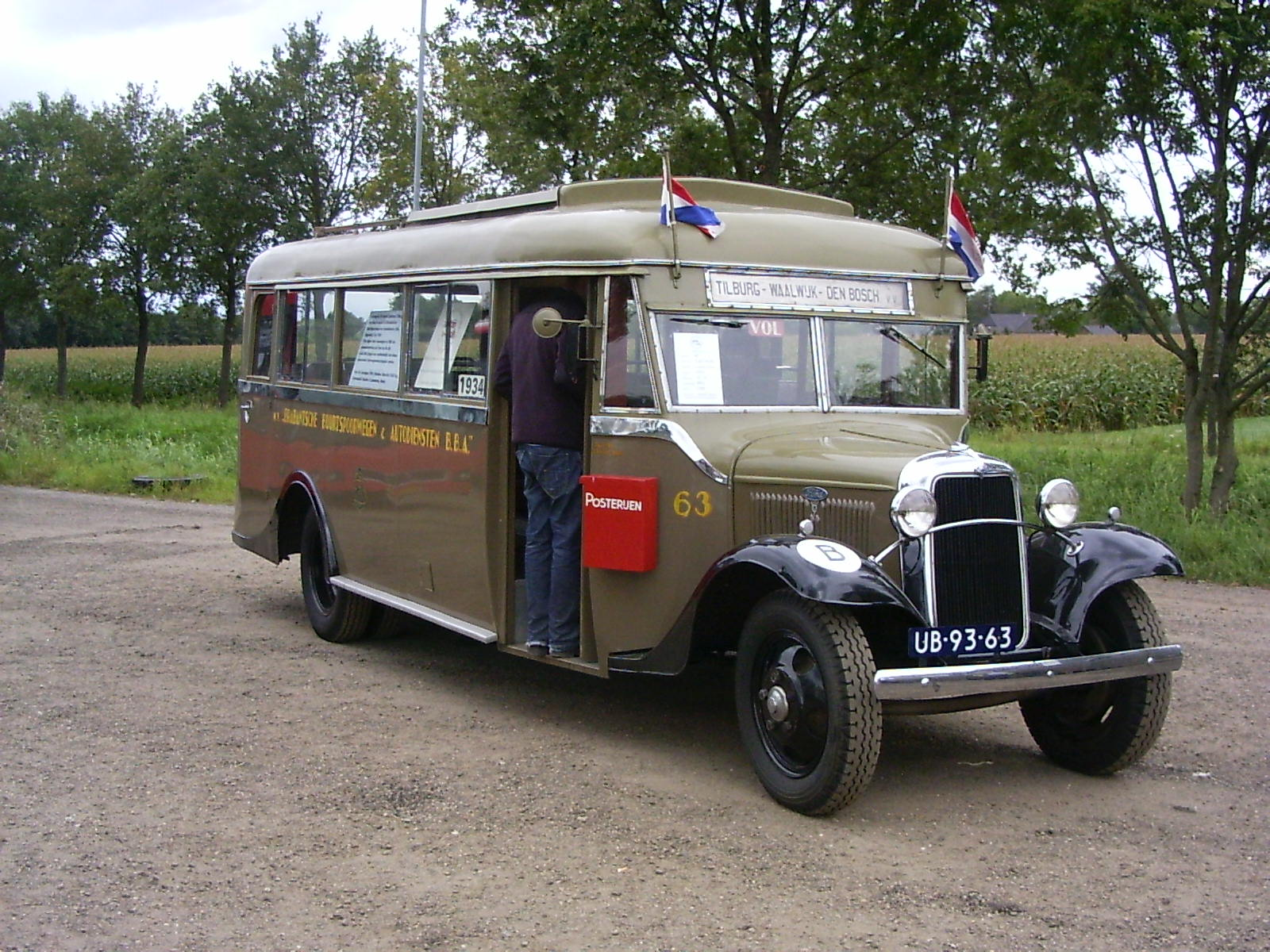
Ford Motor Company / Kusters & Lemmens-bus (tegenwoordig Berkhof) uit 1934.

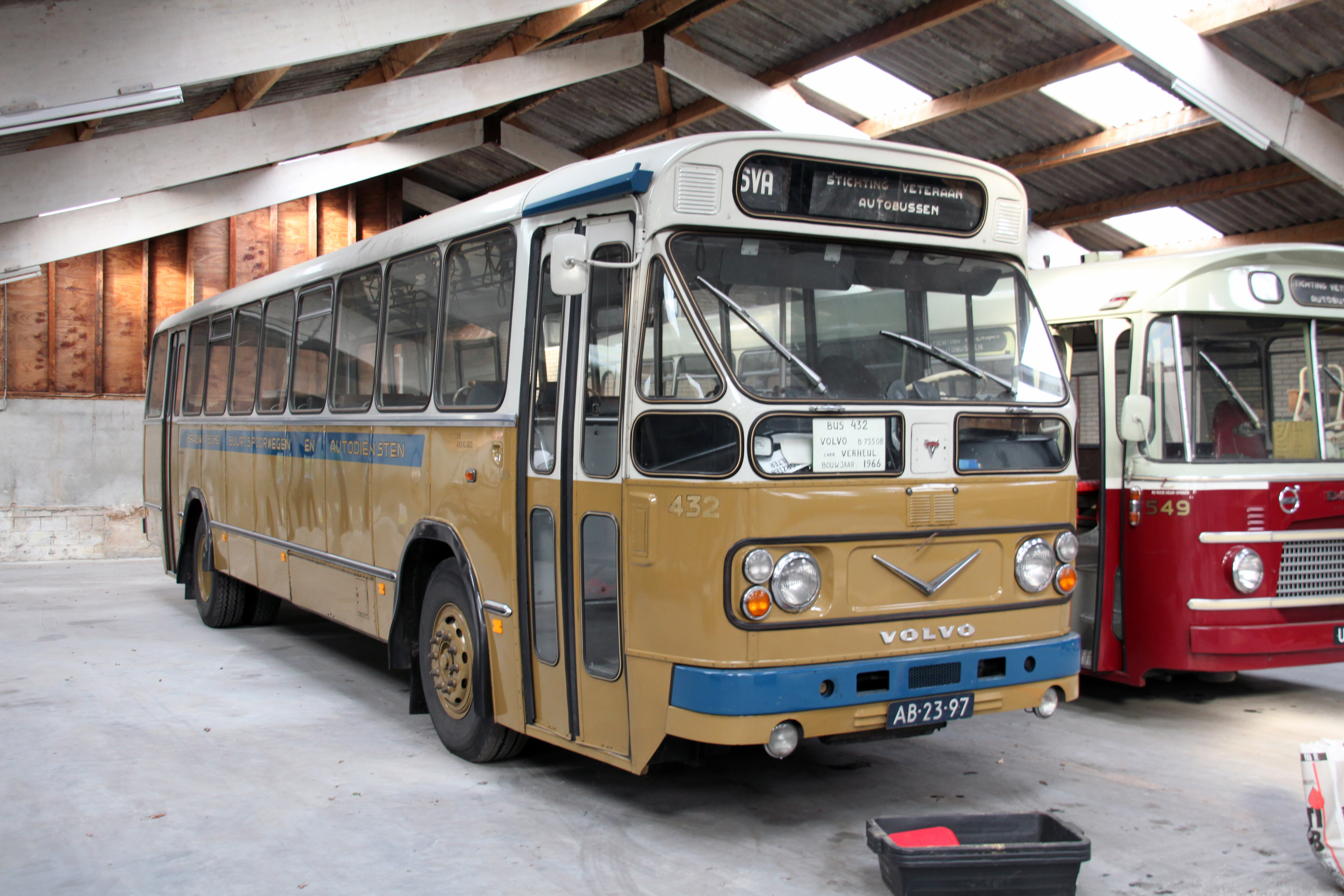
Volvo / Verheul-streekbus uit 1966.

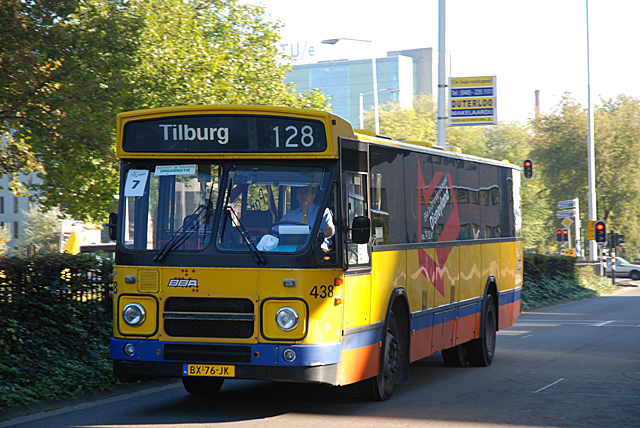
DAF MB200 / Den Oudsten standaard streekbus. De dochteronderneming BBA-Tours reed nog t/m 2008 met deze wagens.

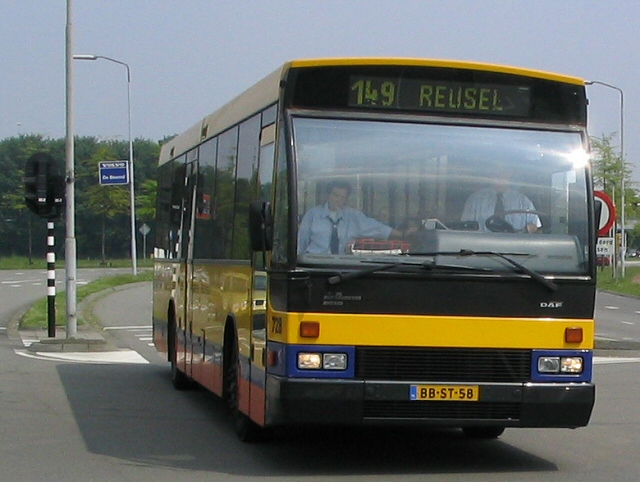
Een Den Oudsten B88 uit de laatste serie die aan de BBA werd geleverd

In 1968 ontving de BBA haar eerste gele streekbussen. Hoewel andere maatschappijen in dat jaar voor de standaardstreekbus (beter bekend als de “Gele Rijder”) kozen, bleef de BBA het bedrijf ZABO trouw. Net zoals de stadsbussen uit die tijd waren de streekbussen van het model ZABO “Lijn 65”. In 1972 werden de laatste streekbussen van dit type in dienst gesteld. Al deze streekbussen hadden de nummers 701 t/m 744.
Nog in de loop van 1972 kwamen de eerste streekbussen van het type ZABO “Lijn 72” in dienst. Dit type streekbus werd uiteindelijk tot 1979 aangeschaft als DAF en Volvo. Hoewel de BBA de licenties had van dit type streekbus, werden er al gauw enkele series streekbussen van dit type aangeschaft door Tensen uit Soest en de Noordwesthoek. Een voorwaarde was wel dat de bussen geen vierkante koplampen mochten hebben.
In 1973 sloot de BBA zich aan bij de ESO. In 1980 schafte het bedrijf dan ook haar eerste standaard-streekbussen aan. Het waren Volvo’s met een carrosserie van Hainje in plaats van DAF’s met een carrosserie van Den Oudsten. De bussen hadden eenzelfde filmkast als de ZABO “Lijn 72”-bussen. Dit gaf deze standaardbussen een eigen gezicht. Opmerkelijk was dat deze bussen naast het ESO-nummer een eigen BBA-nummer kregen. Dit nummer werd ook op de buitenkant gevoerd. Zo hadden deze bussen de BBA-nummers 901-940 en de ESO-nummers 3200-3239. Nadat de Volvo’s waren afgeleverd, kwam er ook een groot aantal DAF’s in dienst. Deze bussen hadden ook een carrosserie van Hainje. De laatste exemplaren kwamen in 1984 in dienst. De DAF/Hainje-bussen droegen de nummers 651-703.
In 1982 en 1983 stelde de BBA voor het eerst sinds de jaren 50 weer gelede bussen in dienst. Het waren DAF MBG205’s met een carrosserie van Den Oudsten. Ze hadden de nummers 851-858 en 859-869. Ze kwamen voornamelijk rond ’s-Hertogenbosch, Tilburg en Breda te rijden. In de zomer reden ze voornamelijk Efteling-vervoer. In 1985 leverde Den Oudsten ook een serie 12-meter standaard-streekbussen af. Tot en met 1987 zouden in totaal 38 van deze bussen in dienst komen onder de nummers 401-438. De laatste exemplaren waren geheel geel en kregen geplakte zonwerende ruiten.
In 1986 introduceerden de NS en de BBA de “sneltreinbus” tussen Utrecht en Oosterhout. In het begin van 1987 kwamen ook de benodigde bussen in dienst. Het waren vier luxe Volvo/Den Oudsten-bussen die gebaseerd waren op de standaard-streekbus die onder de nummers 941-944 in dienst kwamen. Nadat deze bussen waren afgeleverd, kwamen er nog tien normale standaard-streekbussen in dienst. Het waren Volvo’s die de nummers 945-955 droegen.
In 1987 en 1988 stelde de BBA wederom nieuwe gelede DAF-bussen in dienst. Ze hadden de nummers 870-881 en waren gebaseerd op de eerder geleverde gelede bussen. Een groot verschil met hun voorgangers was dat de nieuwe gelede bussen geheel geel waren en geplakte ruiten hadden. Het waren ijzersterke bussen. De laatste exemplaren werden pas in 2007 buiten dienst gesteld.
In 1989 kwamen de eerste Den Oudsten B88-streekbussen in dienst. Deze bussen introduceerden ook een nieuwe huisstijl voor de streekbus. Voortaan waren de streekbussen geheel geel met oranje/blauwe schortplaten. De Den Oudsten B88 werden zowel als Volvo als gebouwd voor de BBA. De laatste bussen kwamen in 1995 in dienst.
Eind 1990 kwamen er weer nieuwe gelede bussen in dienst. Het waren Volvo’s met een Berkhof ST2000-carrosserie. Deze bussen gingen dienstdoen rond Breda. In 1992 kregen deze bussen gezelschap van 12-meterwagens met een ST2000-carrosserie. Ook dit waren Volvo’s. Toen de productie van de ST2000 stopte, ging de BBA over op de 2000NL van Berkhof. De eerste bussen van dit type werden in 1993 afgeleverd. De laatste bussen kwamen in 1996 op de weg. De 2000NL-bussen werden zowel als Volvo als DAF geleverd. Bijzonder was dat de Volvo’s net zoals de ZABO-bussen over een achteruitstap beschikten. Daarmee waren ze toch een beetje de opvolgers van deze legendarische bussen.
Voor de “sneltreinbus” werden in 1989 drie speciale Den Oudsten B88-bussen aangeschaft. In 1990 volgde nog een serie Berkhof Excellence touringcars. 
In 1993 en in 1994 werden nog een aantal BOVA Futura-touringcars in dienst gesteld. Korte tijd later werden Berkhof Excellences en BOVA Futura’s in de nieuwe Interliner-huisstijl gestoken. In 1997 kwamen de eerste nieuwe Interliners in dienst. Het waren Volvo-dubbelassers met een Den Oudsten Alliance-carrosserie. Ook werden Volvo wagens aangeschaft die door andere vervoerbedrijven werden afbesteld in verband met opgelegde bezuingingen maar al wel waren gebouwd.
Eind jaren 90 was het streekbus-wagenpark deels verouderd. De meeste standaard-streekbussen waren nog in dienst. In 2000 kwamen de eerste Mercedes-Benz Citaro's in dienst. Deze bussen waren blauw/wit en zorgden dus weer voor een nieuwe huisstijl. Korte tijd later volgden nieuwe Mercedes-Benz Integro’s. Dit type bus werd ook als Interliner afgeleverd. De Citaro’s en de Integro’s zouden ook aangeschaft worden voor nieuwe concessies buiten Brabant zoals Utrecht-Noordwest.
Om de oudste gelede bussen te vervangen, kwamen er in 2002 nieuwe gelede bussen van het merk Van Hool in dienst. Ze werden tot en met 2008 ingezet. Op enkele exemplaren na (deze deden tot 2010 dienst bij Veolia Transport Limburg) zijn deze bussen in 2009 geëxporteerd naar het voormalige Oost-Europa. Opmerkelijk was dat ze met de trein werden getransporteerd.
In 2003 werden 57 bussen besteld bij Berkhof van het type Berkhof Ambassador om dienst te doen in de Veluwe. Vanaf 2004 werden enkele exemplaren besteld voor Brabant om de verouderde streekbussen uit de jaren 80 en 90 te vervangen. Door de onzekere toekomst en aankomende aanbesteding bleef het aantal bussen voor Brabant beperkt tot tien exemplaren die tussen 2004 en 2006 werden geleverd, welke vooral dienst deden in de regio Kempen. De meeste bussen uit 2005 en 2006 waren nog steeds in dienst bij Veolia Transport. De bussen uit 2004 zijn verkocht of deden dienst bij Veolia Besloten Vervoer.
In 2006 werden verschillende extra bussen besteld voor de bestaande concessies. Zo kwamen voor de Veluwe twee midibussen van het type Optare Solo en zeven gelede aardgasbussen van het type MAN Lion's City in dienst.
Met de komst van Veolia in 2007 werden alle streekbussen van voor 2000 in rap tempo buiten dienst gesteld. Slechts de Mercedes-bussen, Berkhof Ambassadors en de gelede Van Hools bleven nog eventjes rijden. Van dit materieel zijn de bussen inmiddels ook afgevoerd, hoewel enkele Citaro’s en Ambassadors nog tot de ijzeren reserve van Veolia behoorden. Op de Veluwe deden de Citaro’s en Ambassadors uit 2004 overigens nog gewoon dienst tot de komst van Syntus Gelderland. Enkele Citaro's en de Optare Solo's waren tot december 2014 nog in dienst bij onderaannemers van Veolia Transport.

### Huurbussen

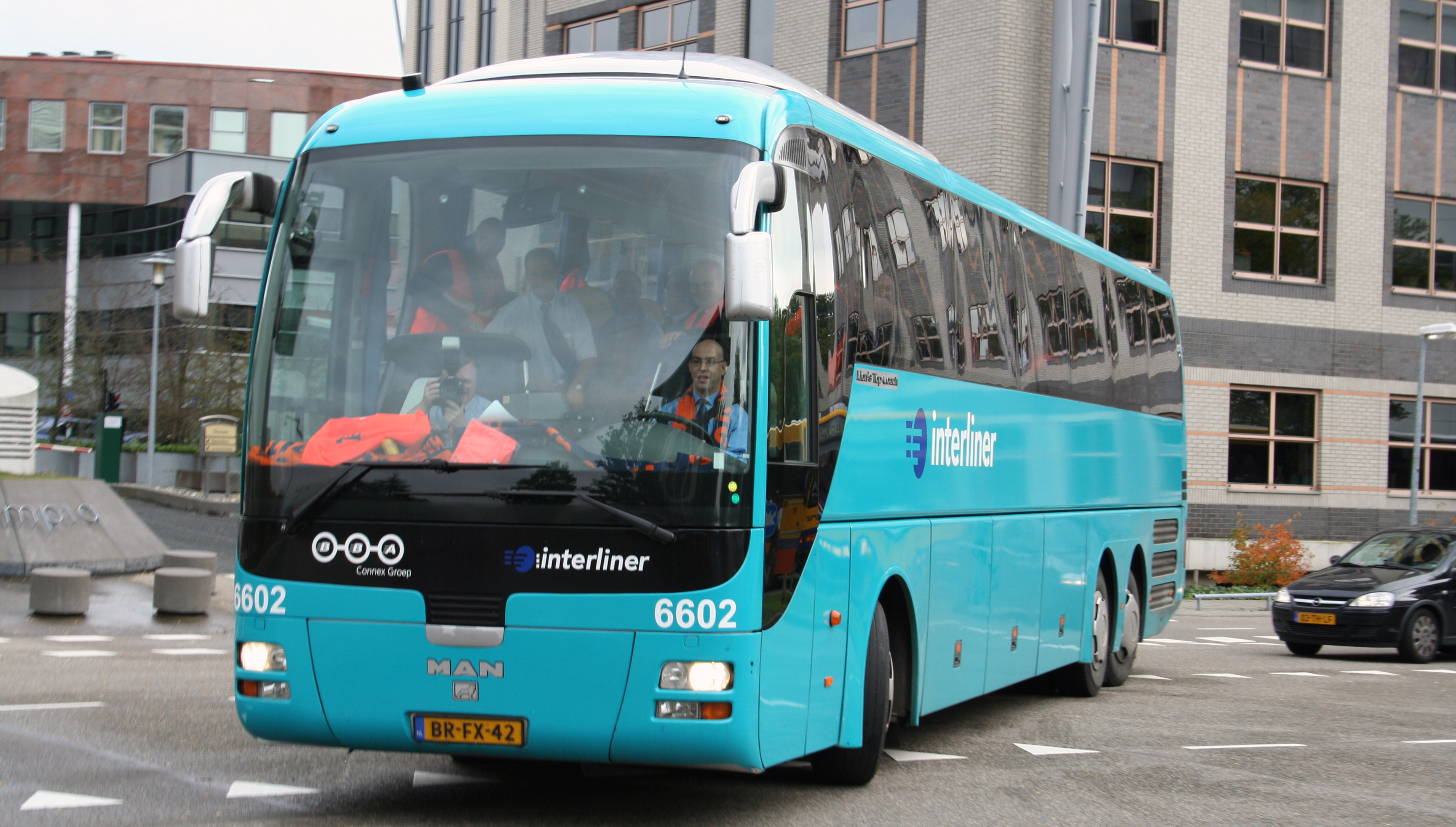
Een MAN Lion's Coach van BBA in Hilversum. Deze bus reed verder altijd als lijn 400 of 401 vanaf Utrecht.

Zo nu en dan huurde BBA ook weleens bussen van collega-busbedrijven. Zo reden er in 1982 gelede bussen van Westnederland in Tilburg. In 2004 werden vijftien Den Oudsten B88-streekbussen van Connexxion overgenomen voor in eerste instantie de lijndiensten in de Veluwe. Deze bussen werden al snel verspreid over de bestaande concessies. In 2006/2007 huurde BBA van MAN Nederland acht MAN Lion's Coaches voor de exploitie van lijn 401 (Utrecht - Breda). Ze hadden de nummers 6601-6608. De eerste twee bussen waren handgeschakeld en hadden een dubbele achteras. De MAN-touringcars werden later nog bestickerd in de Interliner-kleuren.
In 2005/2006 werden voor Oost Brabant vier tweedehands bussen geïmporteerd (drie uit Duitsland en een uit Luxemburg) om het tekort tijdelijk op te vangen. Deze bussen gingen na de komst van Arriva in Oost-Brabant buiten dienst.
Door de verkeerd gelopen aanbestedingsprocedure kwam niet Connexxion in Midden- en West-Brabant te rijden, maar Veolia. Dit was de rechtsopvolger van BBA-Connex. Omdat BBA door dit besluit bussen tekortkwam, kwamen tijdelijk wagens van Connexxion dienst. Zo kwamen er enkele gelede Volvo-Berkhof Duvedecs op de lijnen 400 en 401 te rijden nadat het huurcontract van de MAN Lion's Coaches was afgelopen.
In december 2006, de laatste maand van BBA in Brabant (voordat Veolia Transport het stokje overnam) werden 50 bussen gehuurd van Arriva om dienst te doen in Oost-Brabant en de Meijerij. Deze bussen werden gehuurd om zo snel mogelijk materieel vrij te krijgen voor Midden- en West-Brabant.

### Nummering van het wagenpark
Naast de landelijke (ESO-/VSN-)nummering van het wagenpark hanteerde de BBA een eigen nummering. Dit nummer bestond uit 3 cijfers. De diverse honderdtallen waren onderscheidend voor zowel het type bus (stadsbus of lijnbus) als het merk van de bus. Bijzonder voor de BBA was dat nieuw aangekochte busseries nooit zomaar doorgenummerd werden, maar nummers kregen vanaf het eerstvolgende veelvoud van vijf. Na de overname door Connex en de grote expansie van het vervoersgebied werd voor de nieuwe series een viercijferige nummering ingevoerd. Nieuwe bussen kregen allemaal de viercijferige nummering, die voor het gehele Veolia wagenpark gold. Oude bussen werden niet omgenummerd.

### Museummaterieel
In de loop der jaren heeft de Stichting Veteraan Autobussen diverse voormalige BBA-bussen in haar collectie opgenomen, zodat ook in het heden de herinnering aan de BBA levend gehouden kan worden. De volgende bussen zijn museumbus:
| Nummer | Serie | Bouwjaar | Bewaard door                     | Opmerking                 | Afbeelding |
| ------ | ----- | -------- | -------------------------------- | ------------------------- | ---------- |
| 63     |       | 1934     | Stichting Veteraan Autobussen    | Ford, Kusters & Lemmens   |            |
| 176    |       | 1945     | Stichting Veteraan Autobussen    | Bedford, Allan            |            |
| 353    |       | 1947     | Stichting Veteraan Autobussen    | Ford, Jongerius           |            |
| 549    |       | 1961     | Stichting Veteraan Autobussen    | Volvo ZABO Citycoach      |            |
| 432    |       | 1966     | Stichting Veteraan Autobussen    | Volvo Verheul             |            |
| 603    |       | 1969     | Stichting Veteraan Autobussen    | DAF ZABO Lijn 65          |            |
| 110    |       | 1973     | Stichting Veteraan Autobussen    | DAF ZABO Lijn 72          |            |
| 944    |       | 1987     | Stichting Veteraan Autobussen    | Volvo Den Oudsten B10M    |            |
| 881    |       | 1988     | Stichting Veteraan Autobussen    | DAF Den Oudsten MBG205    |            |
| 969    |       | 1989     | Stichting Historische Autobussen | Volvo Den Oudsten B10M-55 |            |